# Anopheles brunnipes
Anopheles brunnipes este o specie de țânțari din genul Anopheles. A fost descrisă pentru prima dată de Theobald în anul 1910. Conform Catalogue of Life specia Anopheles brunnipes nu are subspecii cunoscute.